# Grünliche Kreiselwespe
Die Grünliche Kreiselwespe (Bembix olivacea) ist ein Hautflügler aus der Familie der Crabronidae. Die Art ist nicht gefährdet. 

## Merkmale
Die Wespe erreicht eine Körperlänge von 12 bis 17 Millimetern und ist damit etwas kleiner als die ähnliche Kreiselwespe (Bembix rostrata). Ihr Kopf und Thorax sind relativ lang und dicht weiß behaart. Der Körper hat eine dunkle Grundfärbung und ist überwiegend grünlichgelb gemustert, wodurch die Art gut zu bestimmen ist.

## Vorkommen
Die Art tritt im Mittelmeerraum weit verbreitet und stellenweise häufig auf, die Verbreitung reicht im Norden bis in den Süden der Slowakei, wobei sie in Mitteleuropa nicht vorkommt. Besiedelt werden lockere sandige Böden, insbesondere Dünen nahe der Küste. Die Tiere fliegen von Juni bis September.

## Lebensweise
Die Grünliche Kreiselwespe versorgt ihre Brut wie auch die Geschnäbelte Kreiselwespe mit Fliegen.

## Belege